# Hegymagas
Hegymagas là một thị trấn thuộc hạt Veszprém, Hungary. Thị trấn này có diện tích 7,89 km², dân số năm 2010 là 255 người, mật độ 32 người/km².